# جیمی کواچ
جیمی کواچ (انگلیسی: Jamie Kovac؛ زادهٔ ۱ ژانویهٔ ۱۹۷۷) مهندس عمران و بازیگر تلویزیون اهل ایالات متحده آمریکا است.